# Kernreactor

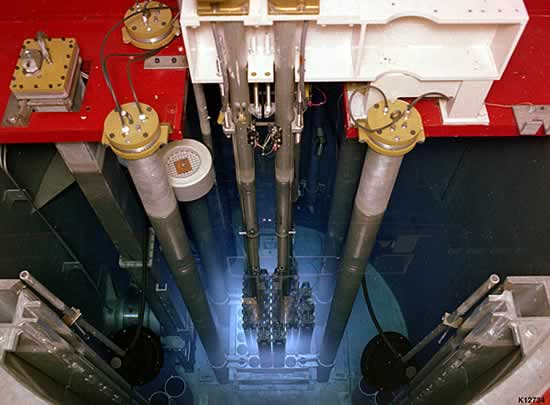
Kern van een onderzoeksreactor. De blauwe gloed rondom de splijtstofelementen in het midden is het gevolg van Tsjerenkovstraling.

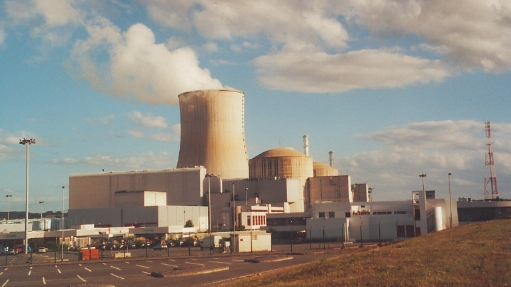
Kerncentrale Civaux

Een kernreactor is een installatie waarin een nucleaire kettingreactie van kernsplijtingen plaatsvindt onder gecontroleerde en stabiele omstandigheden. Een kerncentrale bevat een kernreactor die warmte levert voor de opwekking van elektriciteit, verwarming van huizen en industrieën en ontziltingsinstallaties. Kernreactoren worden ook gebruikt voor de voortstuwing van schepen en onderzeeërs. Daarnaast hebben ze vele andere toepassingen, waaronder het gebruik als bron van neutronen voor bijvoorbeeld onderzoeksdoeleinden of voor het bereiden van diverse radioactieve isotopen voor nucleaire geneeskunde of industrieel gebruik.
Hoewel de term 'kernreactor' ook zou kunnen worden gebruikt voor een fusiereactor, wordt dit meestal niet gedaan en worden er uitsluitend splijtingsreactors mee bedoeld.

## Kernsplijting
Bij kernsplijting absorbeert de kern van een zwaar element zoals uranium een langzaam bewegend ('thermisch') neutron, wordt daardoor instabiel en splijt spontaan in twee kleinere atoomkernen. Bij de splijting van een uraniumkern ontstaan twee lichtere kernen, twee à drie snelle neutronen en een grote hoeveelheid kinetische energie die in warmte wordt omgezet. De lichtere kernen zijn radioactief, en vallen ook uiteen, waardoor nog meer energie vrijkomt.

### Kettingreactie
Bij de splijting van uranium ontstaan meer neutronen dan er worden verbruikt. Daardoor kan de reactie zichzelf in principe onderhouden en zelfs versterken (nucleaire kettingreactie). De neutronen die bij splijting van 235U vrijkomen, zijn echter te snel om op hun beurt splijting uit te lokken en moeten dus worden vertraagd (moderatie), bijvoorbeeld met grafiet of water. Om te voorkomen dat er te veel langzame neutronen ontstaan, kan het overschot worden weggevangen met materialen zoals cadmium en boor; door regelstaven van deze materialen in de kern te schuiven kan het proces worden geregeld.

#### Noodstop
In geval van nood kan de nucleaire kettingreactie binnen een aantal seconden gestopt worden met een noodstop (scram). Hierbij worden de regelstaven in enkele seconden volledig in de kern geschoven. Dit wordt gedaan bij storingen in de normale bedrijfsvoering, bijvoorbeeld als de stroomvoorziening van de koelsystemen uitvalt, of bij grote trillingen zoals bij een aardbeving. Het materiaal blijft dan echter nog geruime tijd warmte produceren door het radioactief verval van de splijtingsproducten die in de reactor aanwezig zijn. Deze warmte moet worden afgevoerd en bij veel (vooral oudere) reactortypen kan dat alleen door actieve koeling van het systeem. Zo leidde uitval van de noodkoelsystemen tot grote problemen bij de kernenergiecentrale Fukushima I in Japan, na de aardbeving en tsunami van 2011. Bij onvoldoende koeling kunnen de splijtstofelementen in de reactorkern gaan smelten (kernsmelting of meltdown).

### Warmteoverdracht en elektriciteitsopwekking
In verreweg de meeste kernreactoren wordt de warmte die wordt opgewekt door de splijtende uraniumkernen, opgenomen in gedemineraliseerd water en uit de reactor gevoerd als stoom in kokendwaterreactoren (waarbij stoom in het reactorvat zelf ontstaat) of als zeer heet water (ongeveer 300 graden Celsius) onder hoge druk (ongeveer 155 bar) in drukwaterreactoren.
In drukwaterreactoren wordt water van ongeveer 300 °C onder 155 bar druk in het primaire circuit gebruikt om warmte over te dragen naar een secundair circuit waarin dan wel stoom wordt opgewekt.
In beide gevallen is het resultaat stoom onder hoge druk (ongeveer 60 bar) die wordt gebruikt om via een stoomturbine een elektrische turbogenerator te doen draaien. Zo wordt de warmte van de kernreactor zo efficiënt mogelijk in arbeid omgezet die wordt gebruikt om elektrische energie op te wekken.
Kokendwaterreactoren en drukwaterreactoren worden ook wel lichtwaterreactoren genoemd, omdat ze gewoon water gebruiken als moderator voor de neutronen. In alle lichtwaterreactoren tot op heden wordt dit water ook gebruikt om de warmte van de reactor naar de stoomturbine te voeren bij het proces van elektriciteitsopwekking. In andere reactorontwerpen gebeurt de warmteoverdracht door zwaar water (deuteriumoxide) onder druk in een zwaarwaterreactor, een gas zoals helium of koolstofdioxide in een gasgekoelde reactor met een gasturbine, een zoutmengsel in een gesmoltenzoutreactor of een vloeibaar metaal zoals natrium, lood of bismut.

### Cyclustijd
De hoeveelheid energie die aanwezig is in het reservoir van de kernbrandstof van de reactor, wordt vaak uitgedrukt in het aantal dagen (van 24 uur) dat de reactor op vol vermogen kan werken. Het aantal 'dagen vol vermogen' van de werkingscyclus van een reactor (tussen de noodzakelijke uitvaldagen voor het aanvullen van de brandstof) hangt samen met de hoeveelheid splijtbaar 235U die in de voorraad kernbrandstof aanwezig is bij aanvang van een cyclus. Als er een groter percentage 235U in de kern aanwezig is bij aanvang van een cyclus, kan de reactor een groter aantal dagen op vol vermogen werken.
Tegen het eind van een cyclus is de brandstof in sommige splijtstofelementen 'opgebrand', en wordt verwijderd en vervangen door nieuwe (verse) staven splijtstof. Het gedeelte van de splijtstofelementen die bij zo'n operatie worden vervangen, bedraagt meestal een kwart voor een kokendwaterreactor en een derde voor een drukwaterreactor.

### Rendement
De hoeveelheid energie die gedurende de levensduur aan de splijtstofstaven wordt onttrokken, wordt de 'burn up' genoemd, en wordt uitgedrukt in termen van opgewekte warmte-energie per hoeveelheid aanvangs-brandstofgewicht. Een gebruikelijke eenheid is megawattdagen thermisch per metrieke ton zwaar metaal bij aanvang. (Waarbij dus niet de elektriciteitsproductie maar de warmteproductie als maat wordt genomen om verschillen in de efficiëntie van de elektriciteitsgeneratie niet mee te laten tellen).

## Soorten reactoren

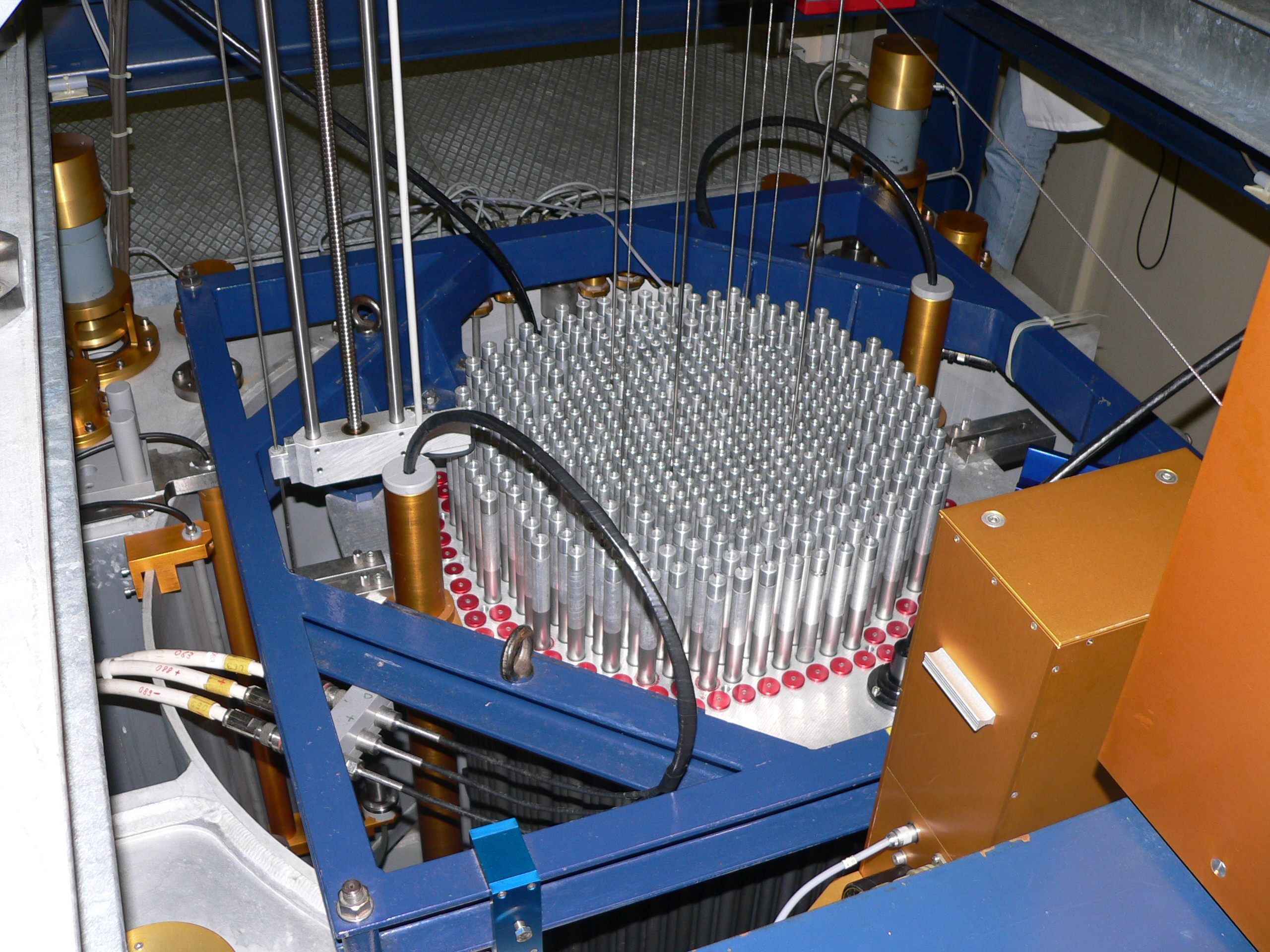
Reactorkern

Er zijn verschillende reactortechnologieën ontwikkeld, waarin twee basistypen zijn te onderscheiden, gelet op de snelheid van de gebruikte neutronen.
Thermische (langzame) reactoren gebruiken langzame neutronen. De meeste reactoren voor energieopwekking zijn van dit type. Ze gebruiken een moderator om de neutronen tot lage snelheden af te remmen om ongewenste vangst van neutronen door 238U te verhinderen. Ze bestaan daarnaast uit brandstof (splijtbaar materiaal), omhulsels, drukvaten, stralingsschilden en instrumenten om de systemen van de reactor te bewaken en te regelen. De eerste reactoren voor de productie van plutonium waren thermische reactoren die grafiet gebruikten als moderator.
Snelle reactoren gebruiken snelle neutronen. Hiervoor is hoogverrijkte brandstof nodig (soms zelfs van een kwaliteit die ook voor kernwapens kan worden gebruikt, weapons-grade), maar geen moderator. De brandstof is zo sterk verrijkt dat er weinig 238U meer in voorkomt die anders snelle neutronen zou wegvangen. Dit type reactor wordt gebruikt in mobiele installaties, waar de benodigde ruimte een belangrijke overweging is (denk aan kernonderzeeërs) en voor de productie van plutonium (zie kweekreactor).
Reactoren voor thermische energieopwekking kunnen weer worden onderverdeeld in drie typen, naargelang ze koelkanalen onder druk gebruiken, een groot drukvat of gaskoeling.
De meeste commerciële reactoren en voortstuwingsreactoren maken gebruik van een groot drukvat waarin de door de reactor geproduceerde stoom wordt opgevangen. Dit vat dient ook als omhulsel voor de reactor en als stralingsschild.
De RBMK- en CANDU-reactortypen gebruiken kanalen onder druk. Dergelijke reactoren met drukkanalen kunnen ook terwijl ze in bedrijf zijn, worden voorzien van nieuwe brandstof, wat voor- en nadelen heeft die onder CANDU worden besproken.
Gasgekoelde reactoren worden gekoeld door een circuit met een circulerend inert gas, meestal helium maar ook stikstofgas en koolstofdioxide zijn gebruikt. Er zijn verschillende manieren om de warmte nuttig te gebruiken. Sommige reactoren werken op zo'n hoge temperatuur dat het gas direct kan worden gebruikt om een gasturbine aan te drijven. Oudere ontwerpen leiden het hete gas meestal door een warmtewisselaar en wekken er stoom voor een stoomturbine mee op.
Het meest verbreide moderne gasgekoelde ontwerp is de pebble bed reactor. Dit type reactor kan zo worden ontworpen dat het veilig blijft, zelfs als alle regelapparatuur het begeeft. Naarmate de kern heter wordt, neemt de energieproductie in de reactorkern namelijk af. Aangezien de brandstofelementen uit keramisch materiaal worden vervaardigd, tast ook grote hitte ze niet aan. Er zijn pebble bed reactoren ontworpen voor zowel snelle als langzame neutronen, en ook om nieuwe splijtbare isotopen te genereren. Daarnaast kunnen alle bestaande reactorontwerpen voor pebble bed reactoren worden bijgevuld zonder de energieproductie te hoeven onderbreken.
De meeste ontwerpen voor snelle reactoren maken voor hun koeling gebruik van gesmolten metaal, meestal natrium, maar ook lood of bismut. Hiervan bestaan ook twee typen, circuitreactoren en poelreactoren. Het oudere type circuitreactor bevat drie gescheiden koelkringen. Bij het recentere pooltype bevinden de primaire en de secundaire kring met vloeibaar natrium zich in een gezamenlijke poel met vloeibaar natrium.
Op het Amerikaanse kernwapentestgebied in Nevada is een niet afgeschermde kernreactor boven op een toren van 500 meter hoog in gebruik geweest om de effecten van radioactiviteit te meten.

### Huidige reactorfamilies
- Drukwaterreactor - pressurized water reactor (PWR)
- Boiling Water reactor (BWR)
- Pressurised Heavy Water Reactor (PHWR of CANDU)
- D2G reactor
- Kweekreactor
- Pebble bed reactor

### Verouderde typen die nog wel in bedrijf zijn
- Magnox reactor
- Advanced gas-cooled Reactor (AGR)
- De lichtwater-gekoelde-grafiet-gemodereerde-reactor (RBMK)

### Geavanceerde reactoren
Meer dan een dozijn typen geavanceerde reactoren verkeert in verschillende stadia van ontwikkeling. Sommige zijn afgeleid van PWR, BWRT en CANDU-typen, andere slaan geheel nieuwe wegen in. Een voorbeeld van de eerste is de 'geavanceerde BWR' (ABWR), waarvan er twee in werking zijn en er meer worden gebouwd. Het bekendste radicale nieuwe ontwerp is de Pebble Bed Modular Reactor (PBMR), een gasgekoeld, bij hoge temperatuur werkend reactortype.

## Opwerkingscyclus van nucleaire brandstof
Alle kernreactoren hebben splijtbaar materiaal nodig om te kunnen werken. Uranium heeft een energie-inhoud per kilo die ongeveer een miljoen maal groter is dan die van olie. Als de bewezen uraniumreserves op het land uitgeput zijn, zou zeewater nog genoeg uranium bevatten om het huidige energieverbruik van de industriële wereld te verzorgen tot de zon overgaat in een rode reus. In Japan loopt een project om uranium uit zeewater te winnen, om de afhankelijkheid van dit land van de invoer van energie uit het buitenland te verminderen.
Thermische reactoren hebben meestal gezuiverd en verrijkt uranium nodig. Sommige nucleaire reactoren kunnen werken op een mengsel van uranium en plutonium. Het proces waarbij uraniumerts wordt gewonnen, opgewerkt, verrijkt, gebruikt, mogelijk wordt hergebruikt en afgevoerd staat bekend als de nucleaire brandstofcyclus.
Er zijn ook thoriumreactoren gebouwd waarmee thorium-232 in uranium-233 kan worden omgezet. Thorium komt in de Aardkorst ongeveer driemaal zoveel voor als uranium.
Reactorafval is gevaarlijk, maar ook compact. Een kernreactor genereert slechts een paar kubieke meter afval per gigawattjaar. Na 600 jaar is reactorafval niet radioactiever dan sommige natuurlijke ertsen. De gezondheidsrisico's op langere termijn bestaan vooral uit toxiciteit van zware metalen en ioniserende straling, problemen die allebei ook al op andere industriële gebieden van de technologische beschaving aan de orde komen en worden beheerst.
Het belangrijkste probleem met de huidige opslag van radioactief afval op dit moment is volgens veel deskundigen niet het afval zelf, maar dat dit momenteel, als gevolg van langzaam afkomende en moeizame regelgeving en burgerprotesten wordt bewaard in afkoelingsbaden boven de grond naast kerncentrales die uitvoerig moeten worden bewaakt en gecontroleerd, in plaats van diep onder de grond in veel veiliger, geologisch stabiele opslagplaatsen.

## Geschiedenis

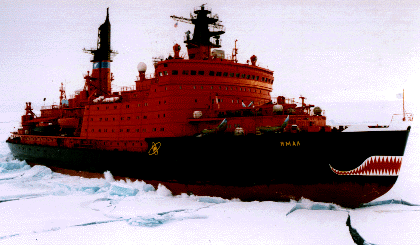
De Russische ijsbreker Yamal. Deze heeft twee kernreactoren van 171 MW elk.

Enrico Fermi en Leo Szilard bouwden de eerste kernreactor, de Chicago Pile 1, waarin op 2 december 1942 de eerste gecontroleerde nucleaire kettingreactie plaatsvond. In 1955 werd aan hen een gezamenlijk octrooi op de kernreactor toegekend door het octrooibureau van de VS.
De eerste kernreactoren werden gebruikt om plutonium te maken voor de fabricage van kernwapens. Daarnaast gebruikte de Amerikaanse marine kernreactoren. Medio jaren 50 van de twintigste eeuw breidden zowel de Sovjet-Unie als de VS hun nucleaire programma uit tot niet-militaire toepassingen van atoomenergie. Net als bij het militaire onderzoek werd veel van dit onderzoek echter in het geheim gedaan. Op 27 juni 1954 werd de eerste stroom door een kerncentrale opgewekt zonder dat hier in het westen ruchtbaarheid aan werd gegeven. Volgens het uraniuminstituut in Londen was de eerste reactor waarmee commercieel elektriciteit werd geproduceerd, die in Obninsk in Rusland. De eerste Amerikaanse commerciële kerncentrale stond in Shippingport, Pennsylvania. Deze werd besteld in 1953 en in gebruik genomen in 1957.
In de jaren 60 kwamen er veel meer kerncentrales. De oliecrisis maakte dat de wereld zich bewust werd van de kwetsbaarheid van de westerse industrie door de afhankelijkheid van olie voor de energieproductie.
Na het - althans publicitair - zeer belangrijke ongeluk met de reactor op Three Mile Island (Harrisburg, Pennsylvania) in maart 1979 was de Amerikaanse nucleaire markt ook de eerste die begon te wankelen. (Hoewel 200.000 mensen werden geëvacueerd deden zich geen persoonlijke ongelukken voor en ontsnapte er zo weinig straling dat gevolgen op lange termijn ook niet te vrezen waren). Sinds die datum zijn er in de VS geen nieuwe kerncentrales meer gepland.
Het ernstige ongeluk in Tsjernobyl in de Sovjet-Unie in 1986 had grote gevolgen voor de volledige nucleaire industrie. De bevolking en de regeringen werden op grote schaal terughoudend met het gebruik van kernenergie en met het bouwen van nieuwe centrales. Na de kernramp van Fukushima in 2011 is dit effect weer toegenomen. Duitsland versnelde de buitengebruikstelling van zijn kerncentrales.
Tegenwoordig lijkt de directe toekomst van kernenergie in veel landen zeer onzeker, met als belangrijke uitzonderingen Frankrijk, Japan, China en India. De laatste drie zijn nog steeds actief met de ontwikkeling van zowel snelle als thermische technologie bezig, Zuid-Korea werkt aan thermische reactoren en Zuid-Afrika aan pebble bed modulaire reactoren.

## Voor- en nadelen
Kernenergie heeft ten opzichte van het opstoken van fossiele brandstoffen een aantal voor- en nadelen, hieronder opgesomd.
Voordelen:
- minder uitstoot van koolstofdioxide ten opzichte van de meeste fossiele brandstofcentrales (zie broeikaseffect);
- veel minder afval (qua massa);
- grondstoffen (m.n. thorium) in grotere hoeveelheden beschikbaar;

Nadelen:
- de bouw en ontmanteling van kerncentrales zijn vanwege de veiligheidsmaatregelen erg kostbaar;
- het thermisch rendement van een kerncentrale is doorgaans lager dan dat van een conventionele centrale, waardoor bij hetzelfde vermogen meer koeling nodig is;
- afval kan niet gemakkelijk worden hergebruikt of onschadelijk gemaakt;
- afval is over een onoverzichtelijk lange periode gevaarlijk en verwerking en opslag ervan is daardoor problematisch en kostbaar;
- kerncentrales en (afval)producten zouden kunnen worden misbruikt bij terroristische aanslagen;
- producten kunnen worden gebruikt als grondstof voor de productie van kernwapens (dit wordt door sommige regimes als een voordeel opgevat om hun internationale machtspositie te bestendigen of te versterken);
- bij het delven van grondstoffen wordt het milieu zwaar belast;
- bij ongelukken kan enorme milieuschade ontstaan.

De uitstoot van conventionele centrales bestaat niet alleen uit kooldioxide, maar ook uit zure gassen zoals zwaveldioxide en stikstofoxiden, vliegas, zware metalen (vooral kwik, maar ook radioactieve metalen), en vaste afvalproducten zoals as. Sommige daarvan zoals stikstofoxiden zijn ook zelf broeikasgassen. Kernenergie produceert geen van deze stoffen behalve vaste afgewerkte kernbrandstof. Het volume van het afval van een kerncentrale is ongeveer een miljoen maal kleiner dan dat van een met fossiele brandstof gestookte centrale. Omdat dit volume radioactief is, is het echter per gewichtseenheid wel een groter probleem.

## Risico's
Er zijn verschillende methodes om risico's in te schatten, zoals onder meer risicoanalyse. De grootte van een risico is afhankelijk van de mate van blootstelling, de kans dat het fout gaat en het gevolg.
De socioloog Perrow wijst er in zijn theorie van systeemongevallen echter op dat ongevallen nooit uit te sluiten zijn en dat de nadruk niet moet liggen op de kans dat het fout loopt, maar op de gevolgen. De samenleving moet zich dan de vraag stellen of het de gevolgen kan en wil dragen. Dit kunnen aantallen slachtoffers zijn, maar ook een gebied rond de centrale dat voor lange tijd opgegeven moet worden. De bereidheid daartoe zal verschuiven als de alternatieven voor kernenergie minder aantrekkelijk worden. Tot de kernramp van Fukushima lag in de praktijk de nadruk meer op het beoordelen van de kans dan op de gevolgen. Daarna is in diverse landen een verschuiving te zien geweest, iets wat bij eerdere rampen ook te zien was. Het effect hiervan vermindert vaak met de tijd.

### Risicobeleving
Risicobeleving blijkt uit onderzoek van vooral Slovic sterk beïnvloed door de voorkeuren en aversies ten opzichte van een bepaalde technologie. Hoewel het risico van een technologie niet gerelateerd is aan andere voor- en nadelen, blijken voor- en tegenstanders deze heel verschillend in te schatten. Door dit effect van wat affectheuristiek wordt genoemd, zijn tegenstanders van kernenergie van mening dat elk milieuvoordeel in het niet zinkt bij de risico's en andere nadelen, zoals de totale kosten van het construeren en later ontmantelen van kerncentrales, opslag en verwerking van kernafval. Voorstanders zijn eerder geneigd de risico's te bagatelliseren.

## Kernreactoren in Nederland
- 1958 KEMA Suspensie Test Reactor in Arnhem
- 1960 Kernreactoren Petten
- 1963 Hoger Onderwijs Reactor in het Reactor Institute Delft (RID)
- 1964 Biologisch Agrarische Reactor Nederland in Wageningen
- 1968 ATHENE in Eindhoven
- 1969 Kerncentrale Dodewaard (sinds 1997 buiten gebruik maar pas na 2045 te ontmantelen)
- 1973 Kernenergiecentrale Borssele

## Kernreactoren in België
- BR1
- BR2
- BR3
- VENUS
- Doel 1
- Tihange 1
- Doel 2
- Doel 3
- Tihange 2
- Doel 4
- Tihange 3